# Tatra polygon
Tatra polygon je soubor testovacích tratí pro provozní zkoušky jízdních a výkonových vlastností především nákladních vozů vyráběných společností Tatra a.s. Stavba testovacího polygonu byla zahájena v bezprostřední blízkosti výrobních hal nákladních vozů v Kopřivnici počátkem 60. let 20. století.

## Funkce polygonu
Na testovacím polygonu lze provádět zkoušky:
- Řiditelnosti a stability
- Výkonu brzd
- Dynamických vlastností vozidel
- Spolehlivosti a životnosti
- Stoupavosti a průchodnosti terénem
- Brodění
- Bezpečnosti

## Vybavení polygonu
Na ploše 90 ha se nachází celkem 21 km testovacích tratí, které jsou rozděleny do několika částí.
- Rychlostní okruh
- Terénní okruh
- Svahový okruh (6 a 10 %)
- Sklápěčkový okruh

Speciální vozovky
- Pavé
- Buližník
- Belgická dlažba
- Ohybová vozovka
- Krutová vozovka
- Panelová vozovka
- Asfaltobeton
- Dlážděná vozovka
- Sinusová vozovka

Účelové úseky
- Měřící kruhová plocha
- Vozovka příčné stability
- Mělký vodní brod
- Vozovka se stoupáním 16 %
- Vozovka se stoupáním 22 %
- Vozovka se stoupáním 30 %
- Vozovka se stoupáním 45 %
- Vozovka se stoupáním 65 %
- Bahenní brod
- Vodní brod
- Písčitý úsek
- Kolmé stupně
- Příkop
- Drásací vozovka
- Adhézní vozovky
  - Pískový úsek
  - Povalový úsek
  - Kamenný úsek
  - Štěrkový úsek
- Silniční okruh 1
- Silniční okruh 2
- Silniční okruh 3

Kromě testovacích vozovek disponuje zkušební centrum Tatra dalšími měřícími a testovacími přístroji. Jako jedno z mála takových center je pro testování vozů využívají i externí společnosti.